# Alternative (album)
Alternative è la seconda raccolta del gruppo musicale britannico Pet Shop Boys, pubblicata il 7 agosto 1995 dalla Parlophone.
Nella sua settimana di debutto Alternative vendette 16 710 copie nel Regno Unito Fu un album molto popolare esclusivamente per i fan dei Pet Shop Boys ma nonostante ciò riuscì ad entrare nella Official Albums Chart alla seconda posizione.

## Il disco
Consiste in una raccolta dei loro b-side suddivisa in 2 dischi da 15 canzoni cadauno (in totale 30 canzoni), tutti in ordine cronologico (dal 1985 al 1994).
Il titolo originale doveva essere Besides, ma venne cambiato all'ultimo in quanto "Besides" venne usato come titolo di un album del gruppo musicale rock Sugar.
Le primissime copie messe in commercio avevano una copertina fatta di ologrammi, la quale invertiva le due figure (rispettivamente il volto di Chris Lowe e il volto di Neil Tennant) della copertina ufficiale. Alternative fu un progetto che entusiasmò molto i Pet Shop Boys stessi: in una intervista Tennant dichiarò «In Alternative ci sono alcune delle nostre canzoni preferite e ci sembrava una buona idea riunirle tutte in un unico posto».
Per promuovere la raccolta i Pet Shop Boys ri-produssero il loro popolare brano Paninaro in una versione nuova intitolata Paninaro '95 che divenne un singolo. Da notare, però, che la versione di Paninaro inclusa in Alternative è la versione originale del 1986.

## Tracce
CD 1
1. In the Night – 4:50
2. A Man Could Get Arrested – 4:19
3. That's My Impression – 5:15
4. Was That What It Was? – 5:15
5. Paninaro – 4:40
6. Jack the Lad – 4:32
7. You Know Where You Went Wrong – 5:52
8. A New Life – 4:56
9. I Want a Dog – 4:59
10. Do I Have To? – 5:14
11. I Get Excited (You Get Excited Too) – 4:55
12. Don Juan – 3:55
13. The Sound of the Atom Splitting – 5:13
14. One of the Crowd – 3:57
15. Your Funny Uncle – 2:15

CD 2
1. It Must Be Obvious – 4:34
2. We All Feel Better in the Dark – 4:00
3. Bet She's Not Your Girlfriend – 4:29
4. Losing My Mind – 4:34
5. Music for Boys – 3:36
6. Miserablism – 4:11
7. Hey, Headmaster – 3:07
8. What Keeps Mankind Alive? – 3:24
9. Shameless – 5:03
10. Too Many People – 4:17
11. Violence (Hacienda Version) – 4:59
12. Decadence – 3:57
13. If Love Were All – 2:59
14. Euroboy – 4:28
15. Some Speculation – 6:35

## Classifiche
| Classifica (1995) | Posizione massima |
| ----------------- | ----------------- |
| Australia         | 8                 |
| Austria           | 33                |
| Belgio            | 44                |
| Canada            | 29                |
| Finlandia         | 17                |
| Germania          | 28                |
| Paesi Bassi       | 27                |
| Regno Unito       | 2                 |
| Stati Uniti       | 103               |
| Svezia            | 14                |
| Svizzera          | 19                |

## Alternative 2
In un'intervista radiofonica del 2009, Neil Tennant preannunciò che i Pet Shop Boys avrebbero pubblicato una seconda raccolta di b-side nel 2010, progetto rimandato a febbraio 2012, con la pubblicazione di Format.